# الصحة الإنجابية للمرأة في روسيا
تشير الصحة الإنجابية للمرأة الروسية إلى مجموعة من القضايا والخدمات الجسدية، والنفسية، والصحة الاجتماعية الخدمات التي تتعلق بصحة المرأة في روسيا، كما تشمل الحقوق، القوانين، والمشاكل التي تواجهها النساء وعوائلهن والتي للحصول على صحة إنجابية مناسبة. تشكل النساءأكثر من نصف تعداد سكان روسيا وهن معرضين للخطر بسبب المشاكل السياسية والاجتماعية الناتجة عن عدم المساواة في النوع الاجتماعي، والعمر، والحالة الاجتماعية الاقتصادية، والموقع الجغرافي؛ وذلك يؤثر في إمكانية الحصول على رعاية صحية شاملة. وحيث أن روسيا تعاني من انخفاض في معدل المواليد وزيادة في معدل الأمراض المنقولة جنسيًا، مرض الإيدز، وسوء الرعاية الصحية الانجابية، فإن الحاجة إلى الحكومة تمول خدمات وبرامج دولية أمر ضروري للوصول بنجاح للأشخاص المعرضين للخطر.
تقوم الحكومة حالياً بتمويل خدمات الرعاية المجانية، وتوفر تأمين خاص، وبرامج خاصة بالمنظمات غير الحكومية للمرأة في روسيا.

## قضايا

### أمراض السرطان الخاصة بالنساء
يعد سرطان الثدي هو أحد أسباب الوفاة الشائعة للمرأة الروسية وخاصة ما بين أعمار 45 إلى 55 عامًا، ففي عام 2003 كان هناك حوالي 50000 حالة سنويًا. رغم أن روسيا لديها أكثر من 2150 آلة ماموجرام "فحص شعاعية للثدي"، إلا أن ثمة انعدام في برامج الفحص الوطنية وتدني مستوى التثقيف للمرأة بخصوص الفحص المبكر، العلاج، والاستشارة. ويأتي ذلك من قلة المساعدة الاجتماعية والنفسية من العائلة، والمجتمع الروسي.
وعلاوة على ذلك، تعد خدمات الفحص وفحص عنق الرحم من أمراض سرطان النسائية شائعة في روسيا (لا تنحصر في الثدي فقط، بل عنق الرحم، منطقة الرحم، والمبيض)، لذلك يجب أن تحول النساء إلى طبيب أمراض النسائية لفحصها. أصدر مركز حقوق الصحة الانجابية تقريرًا بأن هناك نسبة تبلغ 91.7% من المرأة الروسية تقوم بإجراء الفحوصات مرة واحدة فقط في حياتهن، وذلك ليس كافي لضمان الكشف المبكر. مثل سرطان الثدي، لا يوجد برامج فحص وطنية.